# セーラー服を脱がさないで
「セーラー服を脱がさないで」（セーラーふくをぬがさないで）は、おニャン子クラブのデビュー曲。1985年7月5日にキャニオン・レコード（現・ポニーキャニオン）から発売された。

## 解説
おニャン子クラブが番組アシスタントグループとしてデビューしたフジテレビのバラエティ番組『夕やけニャンニャン』放送開始から3か月後に出されたものの、同じスタッフが関わっていた『オールナイトフジ』番組アシスタントグループのオールナイターズが歌手活動を中心にしたアイドル的な展開を成功させていたことから、それを基にしたおニャン子クラブもデビュー以前の企画当初から歌手活動は計画されていた。作曲・編曲を担当した佐藤準は、以前から面識のあったプロデューサーの石田弘から、直接作曲の依頼があったと証言している。
おニャン子クラブのコンセプトが「女子高生の放課後」であったことから、曲のモチーフをセーラー服とすることに決定され、そこから、秋元康により「セーラー服を脱がさないで」というアイデアと歌詞が提示された。秋元は、過激な歌詞により普通であれば「セーラー服を脱がして」という好きな男子に身を捧げる女子の歌になるところを、それを逆に否定することで、女の子らしい初々しさや可愛さが出てくることを狙ったと語っている。
おニャン子クラブはこの曲の発表時14人の編成となっていたが、4人のフロントボーカルを置き、残りのメンバーはコーラスとバックダンサーに廻った。フロントボーカルに選ばれたのは、新田恵利、中島美春、福永恵規、内海和子。内海和子だけはおニャン子クラブでデビューする前から芸能活動経験があり、平尾昌晃音楽教室に通うなど歌唱レッスンを受けていた経験を持ち合わせていたが、他の三人は未経験であった。当時、国生さゆり、河合その子、城之内早苗らがおニャン子クラブの一員となっていて、国生は『夕やけニャンニャン』のパイロット番組の美少女コーナーで優勝、河合は歌手志望で鍵盤楽器も演奏できる腕前、城之内は幼少のころから民謡を習っていてそれでプロにスカウトされたことなどアドバンテージがあったが、3人はすでにレコード会社はCBSソニー所属であったため、キャニオンレコードでリリースされる本作ではコーラスに廻された。
発売日前日の1985年7月4日、当時のアイドルのイベント場所のメッカ、池袋サンシャインシティ・アルパ噴水広場にて、この曲の発表会＆握手会を予定していたが、当初予想された500人を大幅に上回る4000人のファンが駆けつけた為、おニャン子メンバーが怖がってしまい、また現場の混乱をおそれてやむなく中止した。当時のTVCMもこの曲を起用していた。
同年に放送された「スケバン刑事II 少女鉄仮面伝説」で、おニャン子の面々が多数出演していたことから本曲も歌唱されたことがある。
1986年に滝田洋二郎監督の映画『コミック雑誌なんかいらない!』の挿入歌として使用された。
1986年6月末現在でのシングル売上はレコード会社の公称で51万枚。
2008年にテレビ朝日で放送された『仮面ライダーキバ』の過去編がおニャン子クラブの流行った1986年という設定であったためおニャン子関連の楽曲がよく流れ、その際にもこの曲が流れていた。
2013年にNHKの連続テレビ小説で放送された『あまちゃん』は時代設定の一部がおニャン子クラブの誕生した1985年となっており、そのためこのドラマの中ではこの曲も流れた。

## 歌詞
- 1番に「エッチをしたいけど」という歌詞が登場するが、この曲が作詞された当時「エッチ」という語は直截的に性交を意味せず、性的ニュアンスは含むものの、具体的には何を指しているのかよく分からないあいまいな表現であった[注 1][注 2]。当時の「エッチ」という言葉が、「ヘンタイ」という意味とは別に「性行為」の意味として一般に普及することになった楽曲とも言える。アメリカ文学者の舌津智之は本曲について次のように評した。〈エッチをしたい〉という当時まだ耳慣れない日本語は、その後、日本人の性意識を変えるほどの言語装置となった。人は"未婚の母"にためらっても"シングルマザー"になれたりするし、"セックス"がダメでも"エッチ"ならばできたりもする。なるほど、審美的には、せめて高校時代の想い出くらい、青いレモンの味であって欲しい。バナナの涙味よりは。しかしおニャン子が押し進めた"性の政治学"について、その是非をにわかに判断するのは難しい。 — 舌津智之、セーラー服の歌謡史　―80年代女子高生文化表象[11]
- 新田恵利は、2025年5月のインタビューで40年前を振り返り「最初に歌詞を見た時は、そりゃあ仰天しましたよ」と話した。新田は「私のソロパートはとくにトンでもない歌詞で……」と苦笑いし「あの頃は『パパママ、私こんな子じゃないの！』と心の中で思ってたけど、それを言うのも変な話。だから誤解しないでと思いつつ、まともに両親の顔を見られない日々が続きました」と語っている[12]。
- 2022年5月5日放送のフジテレビ系音楽番組『これが定番！世代別ベストソング ミュージックジェネレーション』において、同曲の歌詞が取り上げられ、タレントの藤田ニコルは「なんかすごい歌なんですけど…」「あんな若い子にたちにあんな歌…」と「ドン引き」したことを週刊女性PRIMEが報じている[13]。
- 2024年2月16日放送のTBS系ドラマ「不適切にもほどがある!」で、1986年から令和の時代にタイムスリップした主人公が「セーラー服を脱がさないで」を歌うシーンがあり、ネット上で話題となった。同曲の歌詞について、ネット上では「当時無邪気に歌ってたけど、思い返すと酷い」「確かにおニャン子の曲ってヒドイよねw」などの感想が寄せられた[14]。

## パロディ
1985年11月21日には、フォーライフ・レコードからオールナイターズの歌唱による「セーラー服を脱いじゃってから」のシングル曲が発売されている。曲は「セーラー服を脱がさないで」と同一であるが、歌詞の内容を変更している。B面は藤江ちゃんとオールナイターズの「いい画面（え）撮ってね、藤江ちゃん!」。

## CM
2006年9月から放送された日本航空の「先得割引」のCMで、客室乗務員役の相武紗季がこの楽曲の替え歌「先得割引をのがさないで」を、三谷幸喜と共に振り付けをしながら歌っている。この歌はJAL国内線のハートフルキャンペーン（2006年 - 2007年）の当選者向けの景品として、直筆サイン入りCD（ロングバージョン）が200枚作られた。なお、初期のメンバーであった三上千晶はデビューから2年でグループを脱退し、その後は日本航空に勤めた。それを理由に日本航空CM制作会社はその頃のCMに三上をCMに出演させる考えもあったという逸話がある。

## コラボ
- 2020年9月12日放送の日本テレビの大型音楽番組「THE MUSIC DAY」で、おニャン子クラブ元メンバーの新田恵利らと乃木坂46のメンバーがコラボし「セーラー服を脱がさないで」をパフォーマンスした。「際どい歌詞」の部分は乃木坂メンバーではなく新田恵利らによって歌唱された[17]。
- 2018年9月16日放送の「欅って、書けない?」で欅坂46のメンバーにより「セーラー服を脱がさないで」が披露された。MCの土田晃之がおニャン子クラブのファンであったことから、土田の誕生日を祝う企画の中で実現したもので、8人のメンバーが80年代のファッションに身を包んでスタジオに登場し、パフォーマンスを披露した。メンバーは「震えた」と極度の緊張があったことを明かし「普段の音楽番組より何倍も…（緊張した）」と苦笑いした。なお「過激な歌詞」も欅坂46のメンバーによって歌唱され、ネット上では「ヒヤヒヤしてしまった」「この歌詞、すごいな」という反応もみられた[18]。

## 収録曲
1. セーラー服を脱がさないで
  - 作詞: 秋元康　作曲・編曲: 佐藤準
2. 早すぎる世代
  - 作詞: 秋元康　作曲・編曲: 佐藤準

## 参加ミュージシャン
- メインボーカル - 新田恵利、中島美春、福永恵規、内海和子
- ドラムス - 青山純
- ベース - 岡沢茂
- ギター - 松原正樹
- キーボード - 佐藤準

## 収録作品
- KICK OFF
- PANIC THE WORLD (#1)
- スーパーベスト (#1)
- NON-STOP おニャン子 (#1)
- 家宝 (#1)
- おニャン子クラブ ベスト (#1)
- おニャン子クラブA面コレクション Vol.1 (#1)
- おニャン子クラブB面コレクション Vol.1 (#2)
- MYこれ!クション おニャン子クラブBEST (#1)
- 「おニャン子クラブ」SINGLESコンプリート
- 夢カタログ+シングルコレクション
- おニャン子クラブ大全集 for HiQualityCD 上・下巻 限定CD-BOX

## カバー
- 浜田翔子（2007年、アルバム『はましょー☆あるばむ〜お手当てしましょーこ〜』収録）
- カバーソング・ドールズ（2007年、アルバム『Cover Song Dolls』収録）
- AKB48 （2010年、TV番組『ショーバト!』にて）
- vip店長（アルバム『no』収録）
- LONG VACATION feat 松野有里巳 宮前真樹 今井佐知子（2012年、アルバム『LONG VACATION 20th Anniversary Collection vol.4』収録）
- SEXY-J（2015年、シングル『セーラー服を脱がさないで』収録）[19]